# Населення Німеччини
Чисельність населення Німеччини наприкінці 2022 року становила 84,3 млн осіб. Чисельність німців стабільно зменшувалася, народжуваність 2015 року становила 8,47 ‰ (217-те місце у світі), смертність — 11,42 ‰ (30-те місце у світі), у країни від'ємний природний приріст — -0,17 % (214-те місце у світі) . 

## Природний рух

### Відтворення
Народжуваність у Німеччині, станом на 2015 рік, дорівнює 8,47 ‰ (217-те місце у світі). Коефіцієнт потенційної народжуваності 2015 року становив 1,44 дитини на одну жінку (206-те місце у світі). Рівень застосування контрацепції 66,2 % (станом на 2005 рік). Середній вік матері при народженні першої дитини становив 29,2 року (оцінка на 2012 рік).
Смертність у Німеччині 2015 року становила 11,42 ‰ (30-те місце у світі).
Природний приріст населення в країні 2015 року був негативним і становив -0,17 % (депопуляція) (214-те місце у світі).
Природний рух населення Німеччини за 1900—2015 роки
| Рік  | Чисельність населення (тис. осіб) | Живих народжень | Народжуваність (‰) | Кількість смертей | Смертність (‰) | Природний приріст | Природний приріст (‰) |
| ---- | --------------------------------- | --------------- | ------------------ | ----------------- | -------------- | ----------------- | --------------------- |
| 1900 | 54 326 000                        | 1 944 139       | 35,8               | 1 199 382         | 22,1           | 744 757           | 13,7                  |
| 1901 | 55 144 000                        | 1 980 313       | 35,9               | 1 140 489         | 20,7           | 839 824           | 15,2                  |
| 1902 | 56 017 000                        | 1 971 735       | 35,2               | 1 088 492         | 19,4           | 883 243           | 15,8                  |
| 1903 | 56 869 000                        | 1 931 078       | 34,0               | 1 135 905         | 20,0           | 795 173           | 14,0                  |
| 1904 | 57 695 000                        | 1 972 847       | 34,2               | 1 128 183         | 19,6           | 844 664           | 14,6                  |
| 1905 | 58 514 000                        | 1 935 153       | 33,1               | 1 158 314         | 19,8           | 776 839           | 13,3                  |
| 1906 | 59 343 000                        | 1 970 477       | 33,2               | 1 078 202         | 18,2           | 892 275           | 15,0                  |
| 1907 | 60 183 000                        | 1 948 933       | 32,4               | 1 084 309         | 18,0           | 864 624           | 14,4                  |
| 1908 | 61 023 000                        | 1 964 052       | 32,2               | 1 100 490         | 18,0           | 863 562           | 14,2                  |
| 1909 | 61 857 000                        | 1 929 278       | 31,2               | 1 062 217         | 17,2           | 867 061           | 14,0                  |
| 1910 | 62 698 000                        | 1 876 778       | 29,9               | 1 016 665         | 16,2           | 860 113           | 13,7                  |
| 1911 | 63 469 000                        | 1 824 729       | 28,7               | 1 097 784         | 17,3           | 726 945           | 11,5                  |
| 1912 | 64 236 000                        | 1 823 636       | 28,4               | 1 000 749         | 15,6           | 822 887           | 12,8                  |
| 1913 | 65 058 000                        | 1 794 750       | 27,6               | 975 950           | 15,0           | 818 800           | 12,6                  |
| 1914 | 65 860 000                        | 1 775 596       | 27,0               | 1 246 310         | 18,9           | 529 286           | 8,0                   |
| 1915 | 65 953 000                        | 1 353 546       | 20,5               | 1 410 420         | 21,4           | -56 874           | -0,9                  |
| 1916 | 65 795 000                        | 1 005 484       | 15,3               | 1 258 054         | 19,1           | -252 570          | -3,8                  |
| 1917 | 65 450 000                        | 912 109         | 13,9               | 1 345 424         | 20,6           | -433 315          | -6,6                  |
| 1918 | 64 800 000                        | 926 813         | 14,3               | 1 606 475         | 24,8           | -679 662          | -10,5                 |
| 1919 | 62 897 000                        | 1 260 500       | 20,0               | 978 380           | 15,6           | 282 120           | 4,5                   |
| 1920 | 61 794 000                        | 1 599 287       | 25,9               | 932 929           | 15,1           | 666 358           | 10,8                  |
| 1921 | 62 473 000                        | 1 581 130       | 25,3               | 869 555           | 13,9           | 711 575           | 11,4                  |
| 1922 | 61 890 000                        | 1 425 000       | 23,0               | 890 000           | 14,4           | 535 000           | 8,6                   |
| 1923 | 62 250 000                        | 1 318 000       | 21,2               | 867 000           | 13,9           | 451 000           | 7,2                   |
| 1924 | 62 740 000                        | 1 291 000       | 20,6               | 767 000           | 12,2           | 524 000           | 8,4                   |
| 1925 | 63 110 000                        | 1 311 000       | 20,8               | 753 000           | 11,9           | 558 000           | 8,8                   |
| 1926 | 63 510 000                        | 1 245 000       | 19,6               | 743 000           | 11,7           | 502 000           | 7,9                   |
| 1927 | 63 940 000                        | 1 179 000       | 18,4               | 765 000           | 12,0           | 414 000           | 6,5                   |
| 1928 | 64 470 000                        | 1 200 000       | 18,6               | 747 000           | 11,6           | 453 000           | 7,0                   |
| 1929 | 64 670 000                        | 1 164 000       | 18,0               | 815 000           | 12,6           | 349 000           | 5,4                   |
| 1930 | 65 130 000                        | 1 144 000       | 17,6               | 719 000           | 11,0           | 425 000           | 6,5                   |
| 1931 | 65 510 000                        | 1 048 000       | 16,0               | 734 000           | 11,2           | 314 000           | 4,8                   |
| 1932 | 65 716 000                        | 993 000         | 15,1               | 708 000           | 10,8           | 285 000           | 4,3                   |
| 1933 | 66 027 000                        | 971 000         | 14,7               | 738 000           | 11,2           | 233 000           | 3,5                   |
| 1934 | 66 409 000                        | 1 198 350       | 18,0               | 725 000           | 10,9           | 473 000           | 7,1                   |
| 1935 | 66 871 000                        | 1 263 976       | 18,9               | 792 018           | 11,8           | 471 958           | 7,1                   |
| 1936 | 67 349 000                        | 1 278 583       | 19,0               | 795 793           | 11,8           | 482 790           | 7,2                   |
| 1937 | 67 831 000                        | 1 277 046       | 18,8               | 794 367           | 11,7           | 482 679           | 7,1                   |
| 1938 | 68 424 000                        | 1 348 534       | 19,7               | 799 220           | 11,7           | 549 314           | 8,0                   |
| 1939 | 69 314 000                        | 1 413 230       | 20,4               | 854 348           | 12,3           | 558 882           | 8,1                   |
| 1940 | 69 838 000                        | 1 402 258       | 20,1               | 885 591           | 12,7           | 516 667           | 7,4                   |
| 1941 | 70 244 000                        | 1 308 232       | 18,6               | 844 435           | 12,0           | 463 797           | 6,6                   |
| 1942 | 70 834 000                        | 1 055 915       | 14,9               | 847 861           | 12,0           | 208 054           | 2,9                   |
| 1943 | 70 411 000                        | 1 124 718       | 16,0               | 853 246           | 12,1           | 271 472           | 3,9                   |
| 1944 | 69 000 000                        | 1 215 000       | 17,6               | 915 000           | 13,3           | 300 000           | 4,3                   |
| 1945 | 66 000 000                        | 1 060 000       | 16,1               | 1 210 000         | 18,3           | -150 000          | -2,3                  |
| 1946 | 64 260 000                        | 921 998         | 14,3               | 1 001 331         | 15,6           | -79 333           | -1,2                  |
| 1947 | 65 842 000                        | 1 028 421       | 15,6               | 932 628           | 14,2           | 95 793            | 1,5                   |
| 1948 | 67 365 000                        | 1 049 074       | 15,6               | 804 839           | 11,9           | 244 235           | 3,6                   |
| 1949 | 68 080 000                        | 1 106 803       | 16,3               | 770 852           | 11,3           | 335 951           | 4,9                   |
| 1950 | 68 374 000                        | 1 116 835       | 16,3               | 748 329           | 10,9           | 368 506           | 5,4                   |
| 1951 | 68 882 000                        | 1 106 608       | 16,1               | 752 697           | 10,9           | 353 911           | 5,1                   |
| 1952 | 69 171 000                        | 1 105 080       | 16,0               | 767 637           | 11,1           | 337 443           | 4,9                   |
| 1953 | 69 564 000                        | 1 095 096       | 15,7               | 790 654           | 11,4           | 304 442           | 4,4                   |
| 1954 | 69 934 000                        | 1 110 028       | 15,9               | 775 291           | 11,1           | 334 737           | 4,8                   |
| 1955 | 70 307 000                        | 1 113 128       | 15,8               | 795 938           | 11,3           | 317 190           | 4,5                   |
| 1956 | 70 711 000                        | 1 137 169       | 16,1               | 812 111           | 11,5           | 325 058           | 4,6                   |
| 1957 | 71 166 000                        | 1 165 555       | 16,4               | 840 195           | 11,8           | 325 360           | 4,6                   |
| 1958 | 71 637 000                        | 1 175 870       | 16,4               | 818 418           | 11,4           | 357 452           | 5,0                   |
| 1959 | 72 180 000                        | 1 243 922       | 17,2               | 835 402           | 11,6           | 408 520           | 5,7                   |
| 1960 | 72 664 000                        | 1 261 614       | 17,4               | 876 721           | 12,1           | 384 893           | 5,3                   |
| 1961 | 73 352 000                        | 1 313 505       | 17,9               | 850 300           | 11,6           | 463 205           | 6,3                   |
| 1962 | 74 049 000                        | 1 316 534       | 17,8               | 878 814           | 11,9           | 437 720           | 5,9                   |
| 1963 | 75 019 000                        | 1 355 595       | 18,1               | 895 070           | 11,9           | 460 525           | 6,1                   |
| 1964 | 75 273 000                        | 1 357 304       | 18,0               | 870 319           | 11,6           | 486 985           | 6,5                   |
| 1965 | 76 061 000                        | 1 325 386       | 17,4               | 907 882           | 11,9           | 417 504           | 5,5                   |
| 1966 | 76 734 000                        | 1 318 303       | 17,2               | 911 984           | 11,9           | 406 319           | 5,3                   |
| 1967 | 76 954 000                        | 1 272 276       | 16,5               | 914 417           | 11,9           | 357 859           | 4,7                   |
| 1968 | 77 249 000                        | 1 214 968       | 15,7               | 976 521           | 12,6           | 238 447           | 3,1                   |
| 1969 | 77 918 000                        | 1 142 368       | 14,7               | 988 092           | 12,7           | 154 276           | 2,0                   |
| 1970 | 77 772 000                        | 1 047 737       | 13,5               | 975 664           | 12,5           | 72 073            | 0,9                   |
| 1971 | 78 355 000                        | 1 013 396       | 12,9               | 965 623           | 12,3           | 47 773            | 0,6                   |
| 1972 | 78 717 000                        | 901 657         | 11,5               | 965 689           | 12,3           | -64 032           | -0,8                  |
| 1973 | 78 951 000                        | 815 969         | 10,3               | 963 034           | 12,2           | -147 065          | -1,9                  |
| 1974 | 78 966 000                        | 805 500         | 10,2               | 956 573           | 12,1           | -151 073          | -1,9                  |
| 1975 | 78 862 000                        | 782 310         | 9,9                | 989 649           | 12,5           | -207 339          | -2,6                  |
| 1976 | 78 299 000                        | 798 334         | 10,2               | 966 873           | 12,3           | -168 539          | -2,2                  |
| 1977 | 78 161 000                        | 805 496         | 10,3               | 931 155           | 11,9           | -125 659          | -1,6                  |
| 1978 | 78 066 000                        | 808 619         | 10,4               | 955 550           | 12,2           | -146 931          | -1,9                  |
| 1979 | 78 082 000                        | 817 217         | 10,5               | 944 474           | 12,1           | -127 257          | -1,6                  |
| 1980 | 78 295 000                        | 865 789         | 11,1               | 952 371           | 12,2           | -86 582           | -1,1                  |
| 1981 | 78 399 000                        | 862 100         | 11,0               | 954 436           | 12,2           | -92 336           | -1,2                  |
| 1982 | 78 293 000                        | 861 275         | 11,0               | 943 832           | 12,1           | -82 557           | -1,1                  |
| 1983 | 78 082 000                        | 827 933         | 10,6               | 941 032           | 12,1           | -113 099          | -1,4                  |
| 1984 | 77 797 000                        | 812 292         | 10,4               | 917 299           | 11,8           | -105 007          | -1,3                  |
| 1985 | 77 619 000                        | 813 803         | 10,5               | 929 649           | 12,0           | -115 846          | -1,5                  |
| 1986 | 77 635 000                        | 848 231         | 10,9               | 925 411           | 11,9           | -77 180           | -1,0                  |
| 1987 | 77 718 000                        | 867 969         | 11,2               | 901 291           | 11,6           | -33 322           | -0,4                  |
| 1988 | 78 116 000                        | 892 993         | 11,4               | 900 627           | 11,5           | -7 634            | -0,1                  |
| 1989 | 78 677 000                        | 880 459         | 11,2               | 903 441           | 11,5           | -22 103           | -0,3                  |
| 1990 | 79 365 000                        | 905 675         | 11,4               | 914 361           | 11,5           | -8 686            | -0,1                  |
| 1991 | 79 984 000                        | 830 019         | 10,4               | 911 245           | 11,4           | -81 226           | -1,0                  |
| 1992 | 80 570 000                        | 809 114         | 10,0               | 885 443           | 11,0           | -76 329           | -0,9                  |
| 1993 | 81 187 000                        | 798 447         | 9,8                | 897 270           | 11,1           | -98 823           | -1,2                  |
| 1994 | 81 422 000                        | 769 603         | 9,5                | 884 659           | 10,9           | -115 056          | -1,4                  |
| 1995 | 81 661 000                        | 765 221         | 9,4                | 884 588           | 10,8           | -119 367          | -1,5                  |
| 1996 | 81 896 000                        | 796 013         | 9,7                | 882 843           | 10,8           | -86 830           | -1,1                  |
| 1997 | 82 061 000                        | 812 173         | 9,9                | 860 389           | 10,5           | -48 216           | -0,6                  |
| 1998 | 82 024 000                        | 785 034         | 9,6                | 852 382           | 10,4           | -67 348           | -0,8                  |
| 1999 | 82 101 000                        | 770 744         | 9,4                | 846 330           | 10,3           | -75 586           | -0,9                  |
| 2000 | 82 213 000                        | 766 999         | 9,3                | 838 797           | 10,2           | -71 798           | -0,9                  |
| 2001 | 82 350 000                        | 734 475         | 8,9                | 828 541           | 10,1           | -94 066           | -1,1                  |
| 2002 | 82 489 000                        | 719 250         | 8,7                | 841 673           | 10,2           | -122 423          | -1,5                  |
| 2003 | 82 541 000                        | 706 721         | 8,6                | 853 946           | 10,3           | -147 225          | -1,8                  |
| 2004 | 82 517 000                        | 705 622         | 8,6                | 818 271           | 9,9            | -112 649          | -1,4                  |
| 2005 | 82 470 000                        | 685 795         | 8,3                | 830 227           | 10,1           | -144 432          | -1,8                  |
| 2006 | 82 377 000                        | 672 724         | 8,2                | 821 627           | 10,0           | -148 903          | -1,8                  |
| 2007 | 82 267 000                        | 684 862         | 8,3                | 827 155           | 10,1           | -142 293          | -1,7                  |
| 2008 | 82 110 000                        | 682 514         | 8,3                | 844 439           | 10,3           | -161 925          | -2,0                  |
| 2009 | 81 901 000                        | 665 126         | 8,1                | 854 544           | 10,4           | -189 418          | -2,3                  |
| 2010 | 81 751 000                        | 677 947         | 8,3                | 858 768           | 10,5           | -180 821          | -2,2                  |
| 2011 | 80 233 100                        | 662 685         | 8,3                | 852 328           | 10,6           | -189 643          | -2,4                  |
| 2012 | 80 399 000                        | 673 570         | 8,4                | 869 582           | 10,8           | -196 012          | -2,4                  |

### Вікова структура

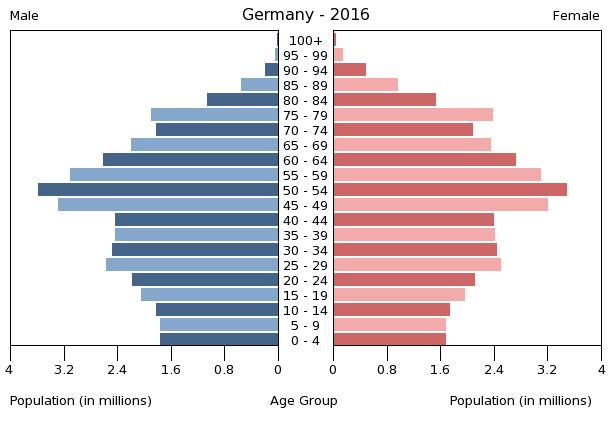
Віково-статева піраміда населення Німеччини, 2016 рік

Середній вік населення Німеччини становить 46,8 року (3-тє місце у світі): для чоловіків — 45,7, для жінок — 47,9 року. Очікувана середня тривалість життя 2015 року становила 80,57 року (32-ге місце у світі), для чоловіків — 78,26 року, для жінок — 83 року.
Вікова структура населення Німеччини, станом на 2015 рік, мала такий вигляд:
- діти віком до 14 років — 12,88 % (5 346 086 чоловіків, 5 068 071 жінка);
- молодь віком 15—24 роки — 10,38 % (4 279 962 чоловіка, 4 113 746 жінок);
- дорослі віком 25—54 роки — 41,38 % (16 934 180 чоловіків, 16 519 931 жінки);
- особи передпохилого віку (55—64 роки) — 13,91 % (5 571 694 чоловіка, 5 675 104 жінки);
- особи похилого віку (65 років і старіші) — 21,45 % (7 591 298 чоловіків, 9 754 335 жінок)[2].

### Шлюби, розлучення
Коефіцієнт шлюбності, тобто кількість шлюбів на 1 тис. осіб за календарний рік, дорівнює 4,7; коефіцієнт розлучуваності — 2,3; індекс розлучуваності, тобто відношення шлюбів до розлучень за календарний рік — 49 (дані за 2010 рік). Середній вік, коли чоловіки беруть перший шлюб дорівнює 33,4 року, жінки — 30,9 року, загалом — 32,2 року (дані за 2014 рік).

## Розселення

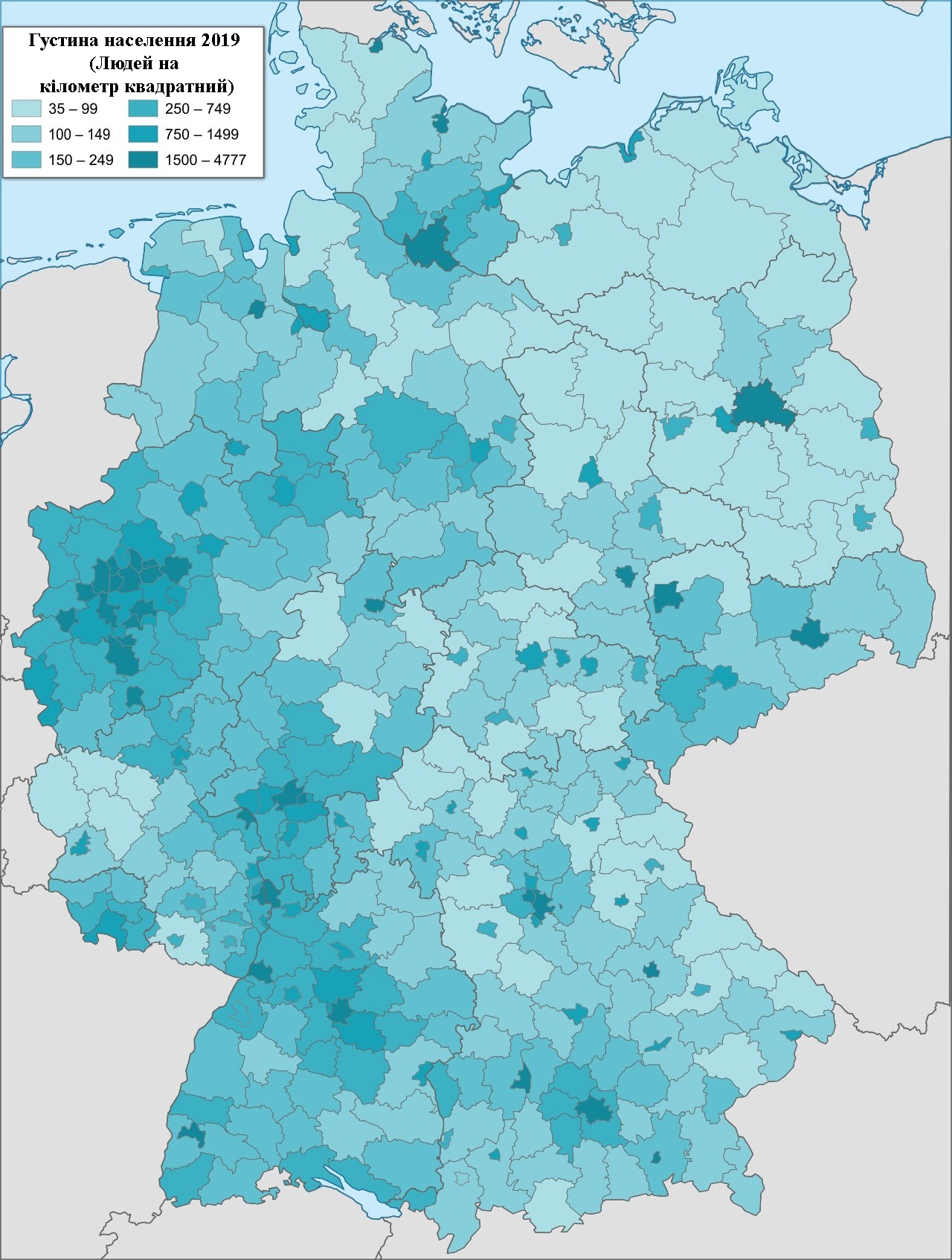
Густота населення у Німеччині

Густота населення країни 2015 року становила 231,5 особи/км² (58-ме місце у світі). Найбільш населена держава Європи. Населення країни розподілене досить рівномірно, утворені міські райони приваблюють для проживання значну частину населення, найбільш густонаселений індустріальний регіон Рур знаходиться на північному заході, в землі Північний Рейн-Вестфалія.

### Урбанізація
Німеччина високоурбанізована країна. Рівень урбанізованості становить 75,3 % населення країни (станом на 2015 рік), темпи зростання частки міського населення — 0,16 % (оцінка тренду за 2010—2015 роки).
Головні міста держави: Берлін (столиця) — 3,563 млн осіб, Гамбург — 1,831 млн осіб, Мюнхен — 1,438 млн осіб, Кельн — 1,037 млн осіб (дані за 2015 рік).
Розподіл населення по найбільших містах
| Конурбація               | Населення міста | Населення агломерації | Населення області |
| ------------------------ | --------------- | --------------------- | ----------------- |
| Берлін                   | 3 450 000       | 4 300 000             | 5 950 000         |
| Гамбурґ                  | 1 780 000       | 2 600 000             | 4 270 000         |
| Мюнхен                   | 1 330 000       | 2 000 000             | 5 200 000         |
| Кельн                    | 1 000 000       | 1 900 000             | 11 690 000        |
| Франкфурт-на-Майні       | 670 000         | 1 930 000             | 5 520 000         |
| Штутґарт                 | 600 000         | 1 800 000             | 5 290 000         |
| Рурський регіон/Рейн-Рур |                 | 4 700 000             | 11 470 000        |

### Міграції
Річний рівень імміграції 2015 року становив 1,24 ‰ (60-те місце у світі). Цей показник не враховує різниці між законними і незаконними мігрантами, між біженцями, трудовими мігрантами та іншими.
За 2019 рік, згідно з оцінками, до країни прибуло на понад 300 тисяч осіб більше, ніж виїхало. Насамперед завдяки міграції у 2019 році населення Німеччини зросло на близько 200 тисяч осіб до рекордних 83,2 мільйона.

#### Біженці й вимушені переселенці
Станом на 2015 рік, в країні постійно перебуває 115,6 тис. з Сирії, 51,5 тис. з Іраку, 30,0 тис. з Афганістану, 20,5 тис. з Туреччини, 19,76 тис. з Ірану, 10,98 тис. з Еритреї, 9,17 тис. з Сербії і Косова. У країні налічується 12,7 тис. осіб без громадянства.
Німеччина є членом Міжнародної організації з міграції (IOM).
2022 року населення Німеччини виросло до рекордного рівня у 84,3 млн осіб, це зумовлено повномасштабним вторгненням РФ до України, що спричинило потік українських біженців до Німеччини. Зростання було зафіксовано після стагнації протягом 2019-2022 років.

## Расово-етнічний склад
| Етнічний склад (2015 рік) | Етнічний склад (2015 рік) | Етнічний склад (2015 рік) | Етнічний склад (2015 рік) | Етнічний склад (2015 рік) |
| ------------------------- | ------------------------- | ------------------------- | ------------------------- | ------------------------- |
| Етнос:                    |                           |                           | Відсоток:                 |                           |
| німці                     | німці                     |                           | 91.5%                     | 91.5%                     |
| турки                     | турки                     |                           | 2.4%                      | 2.4%                      |
| інші                      | інші                      |                           | 6.1%                      | 6.1%                      |

Головні етноси країни: німці — 91,5 %, турки — 2,4 %, інші — 6,1 % населення (загалом греки, італійці, поляки, росіяни, сербо-хорвати, іспанці).

## Мови
| Мови Німеччини (2015 рік) | Мови Німеччини (2015 рік) | Мови Німеччини (2015 рік) | Мови Німеччини (2015 рік) | Мови Німеччини (2015 рік) |
| ------------------------- | ------------------------- | ------------------------- | ------------------------- | ------------------------- |
| Мова:                     |                           |                           | Відсоток:                 |                           |
| німецька                  | німецька                  |                           | %                         | %                         |
| Данська                   | Данська                   |                           | %                         | %                         |
| фризька                   | фризька                   |                           | %                         | %                         |
| лужицька                  | лужицька                  |                           | %                         | %                         |
| циганська                 | циганська                 |                           | %                         | %                         |

Офіційні мови: німецька, Данська, фризька, лужицька і циганська визнані офіційними мовами національних меншин. Німеччина, як член Ради Європи, 5 листопада 1992 року підписала і ратифікувала 16 вересня 1998 року Європейську хартію регіональних мов (вступила в дію 1 січня 1999 року). Регіональними мовами визнані: Нижньонімецька (у Бремені, Гамбурзі, Мекленбург-Передній Померанії, Нижній Саксонії, Шлезвіг-Гольштейні, Бранденбурзі, Північному Рейні-Вестфалії), данська (у Шлезвіг-Гольштейні), північнофризька (у Шлезвіг-Гольштейні), східнофризька (у Нижній Саксонії), верхньолужицька (у Саксонії), нижньолужицька (у Бранденбурзі), циганська (по всій державі).
Як іноземну мову в школах вивчають англійську, французьку, а також латинську, італійську та російську мови.
Німецька мова поділяється на 3 групи діалектів:
- нижньонімецькі — нижньофранкський, нижньоалеманський та фризький;
- середньонімецькі — саксонський, тюрингський та франкський;
- верхньонімецькі — верхньофранкський, алеманський та баварський.

## Релігії
| Релігії в Німеччині (2015 рік) | Релігії в Німеччині (2015 рік) | Релігії в Німеччині (2015 рік) | Релігії в Німеччині (2015 рік) | Релігії в Німеччині (2015 рік) |
| ------------------------------ | ------------------------------ | ------------------------------ | ------------------------------ | ------------------------------ |
| Віросповідання:                |                                |                                | Відсоток:                      |                                |
| протестанти                    | протестанти                    |                                | 34%                            | 34%                            |
| католики                       | католики                       |                                | 34%                            | 34%                            |
| мусульмани                     | мусульмани                     |                                | 3.7%                           | 3.7%                           |
| атеїсти                        | атеїсти                        |                                | 28.3%                          | 28.3%                          |

Головні релігії й вірування, які сповідує, і конфесії та церковні організації, до яких відносить себе населення країни: протестантизм — 34 %, римо-католицтво — 34 %, іслам — 3,7 %, не сповідують жодної — 28,3 % (станом на 2015 рік).

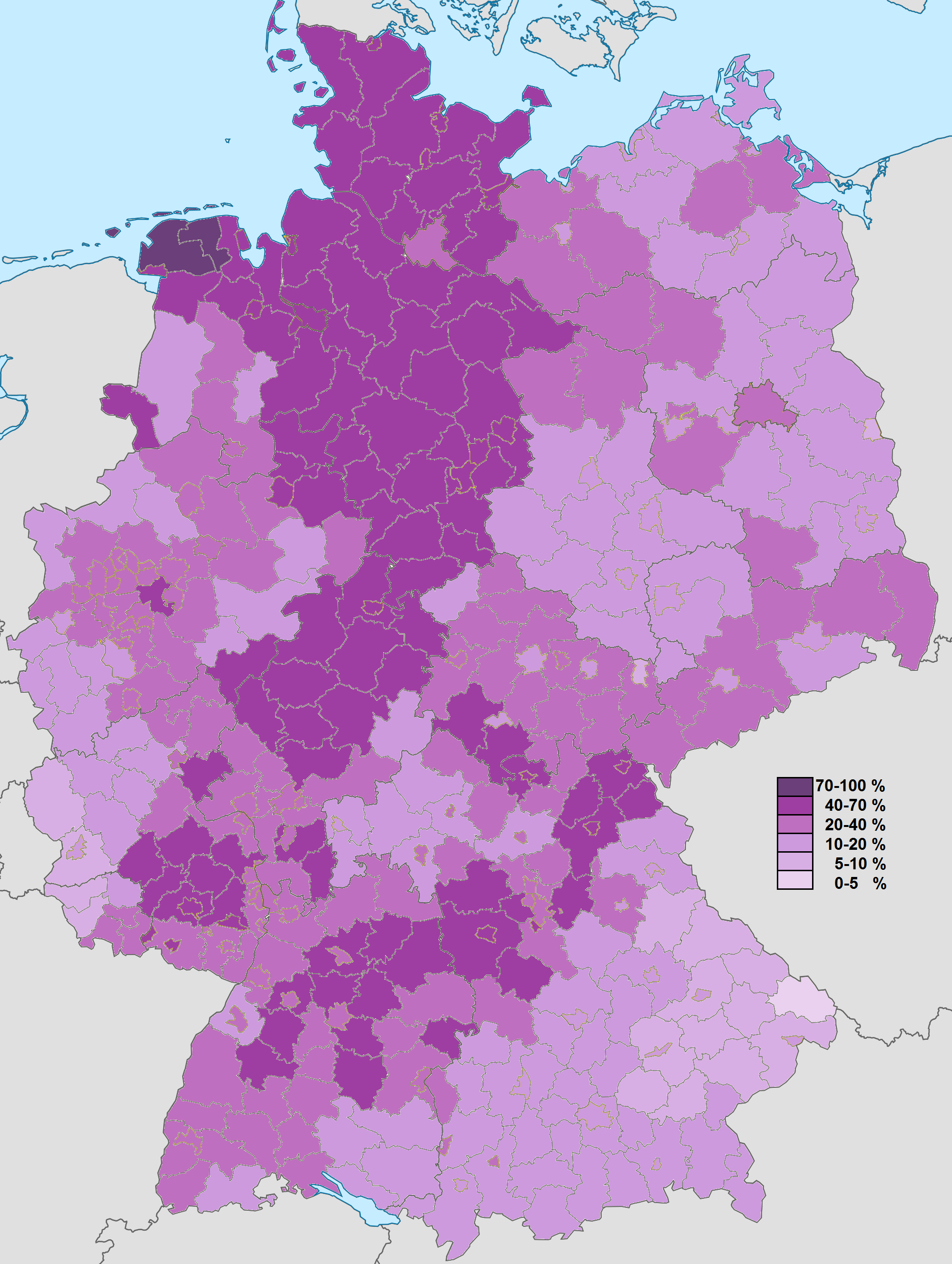
Розселення протестантів, 2011 рік
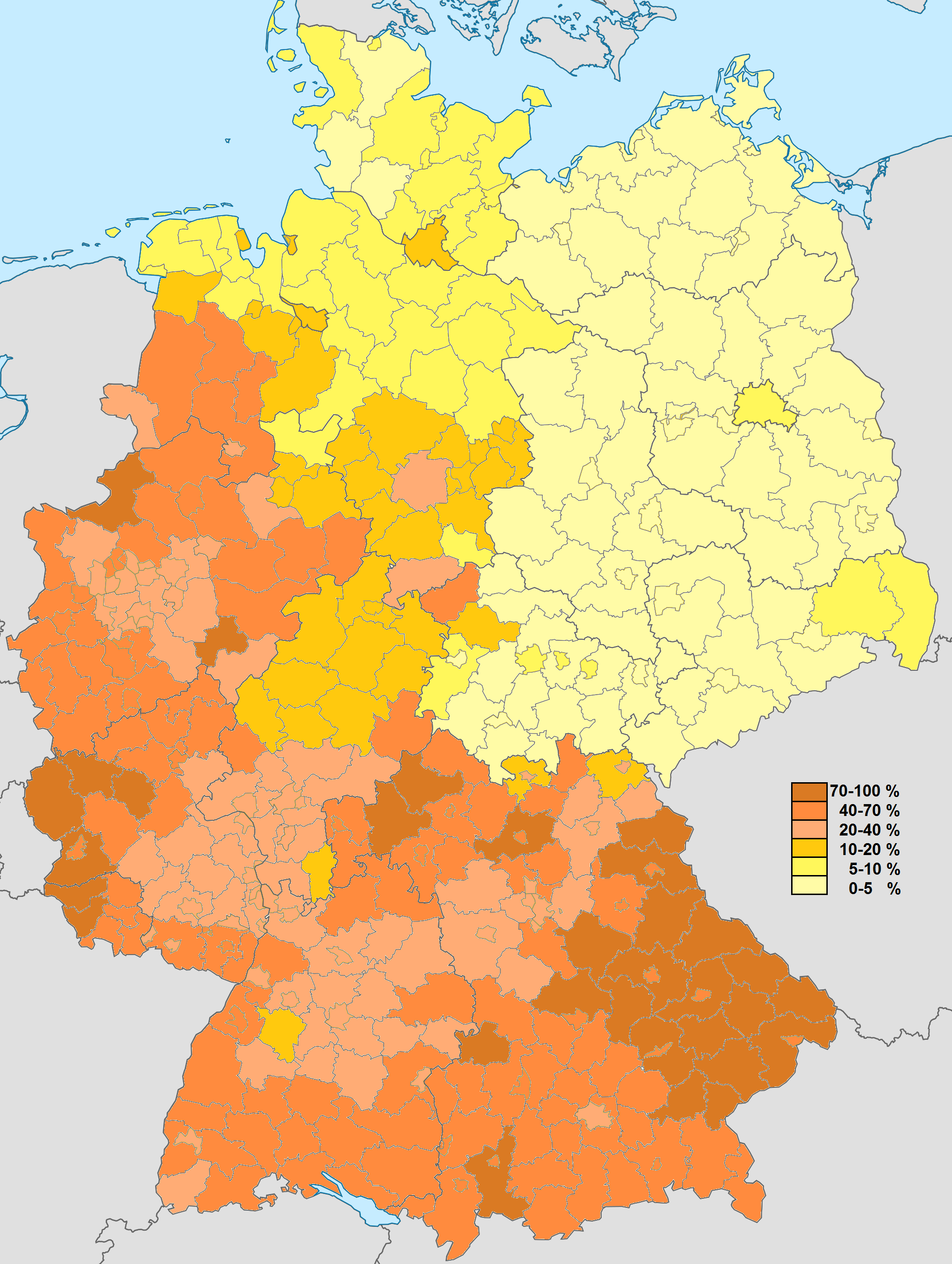
Розселення католиків, 2011 рік
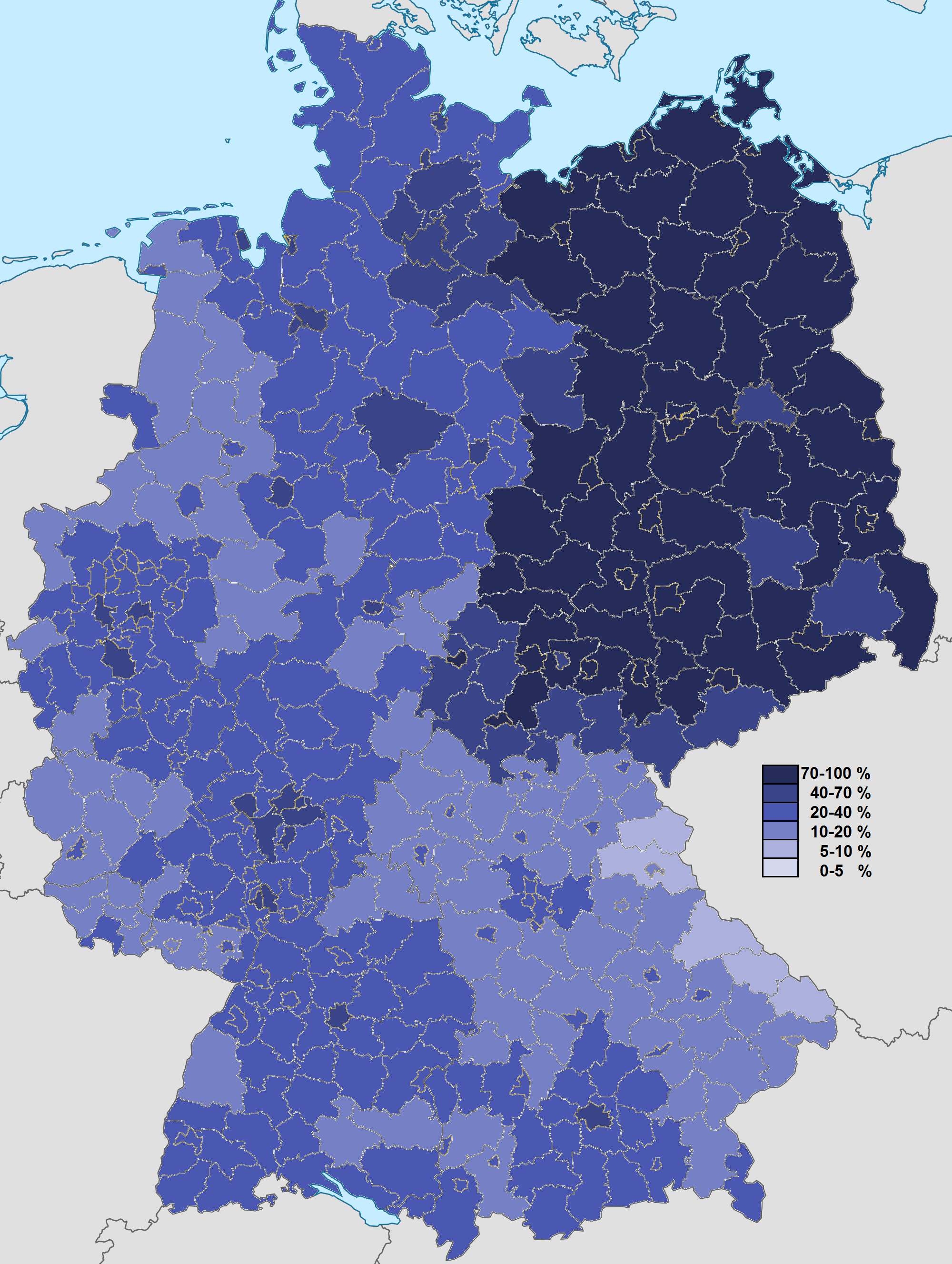
Розселення атеїстів, 2011 рік

Конституція Німеччини як основний закон гарантує свободу віри та релігій в країні. Німеччина, християнізована з франкських часів, рідний край Реформації. Перед Другою світовою війною ⅔ німців були протестантами, ⅓ римо-католиками. З 1948 року існує об'єднання лютеранських та реформатських земельних Церков Німеччини — Євангелічна церква Німеччини. З 1969 по 1991 існувала окрема Євангелічна церква НДР.
За результатами перепису населення 2011 року, католиками визнали себе 30,8 % населення Німеччини, протестантами 30,3 %, мусульманами — 3,9 %. У Німеччині проживають також близько 100 000 православних, 380 000 новоапостолів та 100 000 юдеїв. Приблизно третини населення Німеччини не належать до жодної релігійної групи.
Релігійність у країні з року в рік послаблюється: 2010 року католицьку церкву залишили понад 180 тис. прихожан, також перестали вважати себе протестантами понад 150 тис. німців. Попереднього року зростання кількості атеїстів теж було вражаючим — понад 260 тис. з обох християнських церков. Католицькі теологи закликають до кардинальних реформ церкви.

## Освіта
Рівень письменності 2015 року становив 99 % дорослого населення (віком від 15 років): 99 % — серед чоловіків, 99 % — серед жінок.
Державні витрати на освіту становлять 4,9 % ВВП країни, станом на 2012 рік (74-те місце у світі). Середня тривалість освіти становить 17 років, для хлопців — до 17 років, для дівчат — до 17 років (станом на 2014 рік).

## Охорона здоров'я
Забезпеченість лікарями в країні на рівні 3,89 лікаря на 1000 мешканців (станом на 2012 рік). Забезпеченість лікарняними ліжками в стаціонарах — 8,2 ліжка на 1000 мешканців (станом на 2011 рік). Загальні витрати на охорону здоров'я 2014 року становили 11,3 % ВВП країни (13-те місце у світі).
Смертність немовлят до 1 року, станом на 2015 рік, становила 3,43 ‰ (208-ме місце у світі); хлопчиків — 3,72 ‰, дівчаток — 3,12 ‰. Рівень материнської смертності 2015 року становив 6 випадків на 100 тис. народжень (165-те місце у світі).
Німеччина входить до складу ряду міжнародних організацій: Міжнародного руху (ICRM) і Міжнародної федерації товариств Червоного Хреста і Червоного Півмісяця (IFRCS), Дитячого фонду ООН (UNISEF), Всесвітньої організації охорони здоров'я (WHO).

### Захворювання
2012 року було зареєстровано 77,5 тис. хворих на СНІД (48-ме місце у світі), це 0,15 % населення в репродуктивному віці 15—49 років (103-тє місце у світі). Смертність 2014 року від цієї хвороби становила приблизно 400 осіб (93-тє місце у світі).
Частка дорослого населення з високим індексом маси тіла 2014 року становила 22,7 % (59-те місце у світі); частка дітей віком до 5 років зі зниженою масою тіла становила 1,1 % (оцінка на 2006 рік). Ця статистика показує як власне стан харчування, так і наявну/гіпотетичну поширеність різних захворювань.

### Санітарія
Доступ до облаштованих джерел питної води 2015 року мало 100 % населення в містах і 100 % в сільській місцевості; загалом 100 % населення країни. Відсоток забезпеченості населення доступом до облаштованого водовідведення (каналізація, септик): в містах — 99,3 %, в сільській місцевості — 99 %, загалом по країні — 99,2 % (станом на 2015 рік). Споживання прісної води, станом на 2007 рік, дорівнює 32,3 км³ на рік, або 391,4 тонни на одного мешканця на рік: з яких 16 % припадає на побутові, 84 % — на промислові, 0 % — на сільськогосподарські потреби.

## Соціально-економічне положення
Співвідношення осіб, що в економічному плані залежать від інших, до осіб працездатного віку (15—64 роки) загалом становить 51,8 % (станом на 2015 рік): частка дітей — 19,6 %; частка осіб похилого віку — 32,2 %, або 3,1 потенційно працездатного на 1 пенсіонера. Загалом дані показники характеризують рівень затребуваності державної допомоги в секторах освіти, охорони здоров'я і пенсійного забезпечення, відповідно. За межею бідності 2010 року перебувало 15,5 % населення країни. Розподіл доходів домогосподарств у країні має такий вигляд: нижній дециль — 3,6 %, верхній дециль — 24 % (станом на 2000 рік).
Станом на 2016 рік, уся країна була електрифікована, усе населення країни мало доступ до електромереж. Рівень проникнення інтернет-технологій надзвичайно високий. Станом на липень 2015 року в країні налічувалось 70,82 млн унікальних інтернет-користувачів (8-ме місце у світі), що становило 87,6 % загальної кількості населення країни.

### Трудові ресурси
Загальні трудові ресурси 2015 року становили 45,04 млн осіб (15-те місце у світі). Зайнятість економічно активного населення у господарстві країни розподіляється таким чином: аграрне, лісове і рибне господарства — 1,6 %; промисловість і будівництво — 24,6 %; сфера послуг — 73,8 % (станом на 2011 рік). Безробіття 2015 року дорівнювало 4,8 % працездатного населення, 2014 року — 5 % (49-те місце у світі); серед молоді у віці 15—24 років ця частка становила 7,7 %, серед юнаків — 8,3 %, серед дівчат — 7,1 % (112-те місце у світі).

## Кримінал

### Наркотики

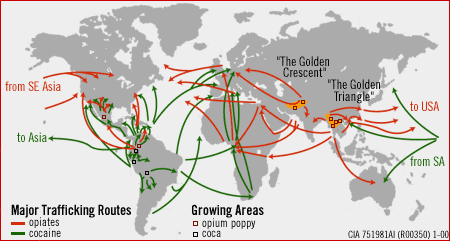
Світові маршрути наркотрафіку

Країна-виробник хімічних перкурсорів для південноамериканського кокаїну; перевалочний пункт і споживач південно-східноазійського героїну, латиноамериканського кокаїну, європейських синтетичних наркотиків; великий кримінальний фінансовий центр.

### Торгівля людьми
Згідно зі щорічною доповіддю про торгівлю людьми (англ. Trafficking in Persons Report) Управління з моніторингу та боротьби з торгівлею людьми Державного департаменту США, уряд Німеччини докладає усіх можливих зусиль в боротьбі з явищем примусової праці, сексуальної експлуатації, незаконною торгівлею внутрішніми органами, законодавство відповідає усім вимогам американського закону 2000 року щодо захисту жертв (англ. Trafficking Victims Protection Act’s), держава знаходиться у списку першого рівня.

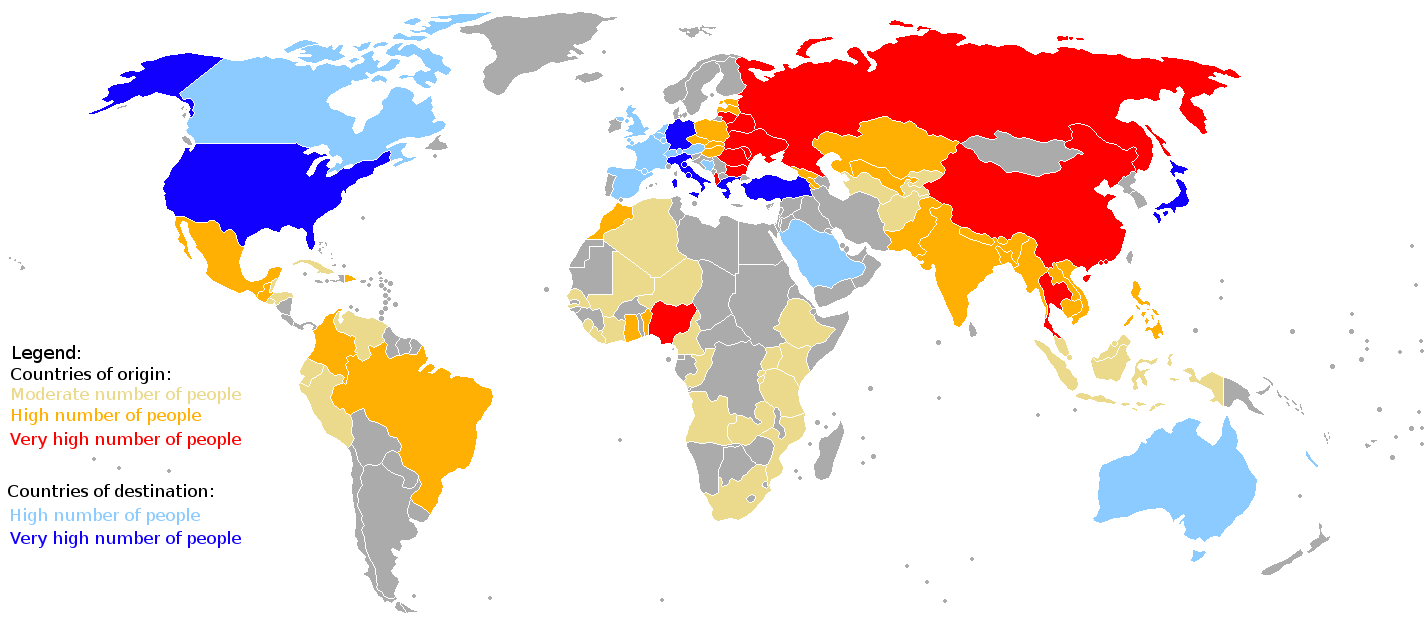
Країни-донори (червоний) і країни-реципієнти кримінальних потоків  (англ.)
Глобальна боротьба з торгівлею людьми (англ.)

## Гендерний стан
Статеве співвідношення (оцінка 2015 року):
- при народженні — 1,06 особи чоловічої статі на 1 особу жіночої;
- у віці до 14 років — 1,06 особи чоловічої статі на 1 особу жіночої;
- у віці 15—24 років — 1,04 особи чоловічої статі на 1 особу жіночої;
- у віці 25—54 років — 1,03 особи чоловічої статі на 1 особу жіночої;
- у віці 55—64 років — 0,98 особи чоловічої статі на 1 особу жіночої;
- у віці за 64 роки — 0,78 особи чоловічої статі на 1 особу жіночої;
- загалом — 0,97 особи чоловічої статі на 1 особу жіночої[2].

## Демографічні дослідження
Демографічні дослідження в країні ведуться рядом державних і наукових установ:
- Статистичне управління Німеччини (нім. Statistisches Bundesamt Deutschland).